# CRYGS
CRYGS (англ. Crystallin gamma S) – білок, який кодується однойменним геном, розташованим у людей на короткому плечі 3-ї хромосоми.  Довжина поліпептидного ланцюга білка становить 178 амінокислот, а молекулярна маса — 21 007.
| 10         |  | 20         |  | 30         |  | 40         |  | 50         |
| ---------- |  | ---------- |  | ---------- |  | ---------- |  | ---------- |
| MSKTGTKITF |  | YEDKNFQGRR |  | YDCDCDCADF |  | HTYLSRCNSI |  | KVEGGTWAVY |
| ERPNFAGYMY |  | ILPQGEYPEY |  | QRWMGLNDRL |  | SSCRAVHLPS |  | GGQYKIQIFE |
| KGDFSGQMYE |  | TTEDCPSIME |  | QFHMREIHSC |  | KVLEGVWIFY |  | ELPNYRGRQY |
| LLDKKEYRKP |  | IDWGAASPAV |  | QSFRRIVE   |  |            |  |            |

A: Аланін

C: Цистеїн

D: Аспарагінова кислота

E: Глутамінова кислота

F: Фенілаланін

G: Гліцин

H: Гістидин

I: Ізолейцин

K: Лізин

L: Лейцин

M: Метіонін

N: Аспарагін

P: Пролін

Q: Глутамін

R: Аргінін

S: Серин

T: Треонін

V: Валін

W: Триптофан

Задіяний у такому біологічному процесі як ацетиляція. 